# Goldschmidtsche Regel
Die Goldschmidtsche Regel oder auch das Goldschmidtsche Gesetz, benannt nach Victor M. Goldschmidt, besagt, dass ein vollständiger Isomorphismus nur zwischen solchen Atomen möglich ist, deren Ionenradius sich um nicht mehr als 10–15 % unterscheidet.
Die Regel wurde von Goldschmidt 1926 entdeckt. Er fand heraus, dass bei Kristallen mit Perowskitstruktur diese noch auftreten kann, wenn für die Radiensummen die Bedingung in der Form erfüllt ist:
{\displaystyle R_{A}+R_{x}=t{\sqrt {2}}(R_{B}+R_{x})}
mit einem Toleranzfaktor t = 0,8 … 1,1.
Unterhalb von 0,8 bildet sich eine Ilmenit- oder Korundstruktur aus, oberhalb von 1 bildet sich die Calcit- oder Aragonitstruktur heraus. Der Toleranzfaktor wird deshalb auch Goldschmidtscher Toleranzfaktor genannt und korrespondiert mit der thermodynamischen und strukturellen Stabilität des Materials.
Bei Chloriden und Sulfiden sind tendenziell niedrigere Werte verbreitet als bei Oxiden und Fluoriden. 1962 erweiterten Sleight und Ward die Regel für komplexer aufgebaute Perowskite.
Die von Goldschmidt gefundenen Substitutionsregeln für Atome in Kristallen sagen aus:
1. Elemente können sich gegenseitig ersetzen, wenn sie die gleiche Ladung und ähnlichen Ionenradius haben.
2. Bei gleicher Ladung wird das Element mit dem kleineren Radius bevorzugt.
3. Bei gleichem Radius wird das Element mit der höheren Ladung bevorzugt.

Mithilfe dieser Regeln kann beispielsweise vorausgesagt werden, dass das Spurenelement Rubidium in Kalium-reichen Mineralen wie Kalifeldspat und Glimmer das Kalium substituieren kann und dass Chrom und Nickel in Magnesium-reichen Mineralen wie Olivin und den Pyroxenen den Gitterplatz für Magnesium einnehmen können.
Sie erklären auch die in der Natur sehr häufig zu beobachtende Substitution von Fe2+ und Mg2+, wie etwa in den Mineralen Olivin, Orthopyroxen, Klinopyroxen, Granat und Hornblende. Alle diese Minerale bilden lückenlose Mischkristallreihen zwischen eisen- und magnesiumreichen Endgliedern, weil eben Fe2+ und Mg2+ in ihren chemischen Eigenschaften sehr ähnlich sind. Fe2+ und Mg2+ können auch durch Mn2+ substituiert werden, was jedoch in geringerem Umfang auftritt, da Mangan seltener vorkommt.
Die von Goldschmidt formulierten Feststellungen lässen sich so zusammenfassen, dass die Kristallstruktur einer festen Verbindung durch das Verhältnis von Zahl, Radien und Polarisierbarkeit der sie aufbauenden Atome bestimmt wird.